# Военный мятеж в Эритрее (2013)
Мятеж в эритрейской армии разразился 21 января 2013 года в столице Эритреи Асмэре, когда около двухсот военнослужащих эритрейской армии попытались захватить штаб-квартиру государственной телекомпании и якобы передали сообщение с требованием освободить политических заключенных.

## Предпосылки
24 мая 1993 года после проведения национального референдума, на котором большинство населения проголосовало за независимость, было образовано государство Эритрея. Президентом был избран Исайяс Афеворки, который сосредоточил исполнительную и законодательную власти в своих руках.
В мае 1998 года между Эритреей и Эфиопией начались боевые действия, вследствие возобновления пограничного спора. Несмотря на попытки Совета Безопасности ООН урегулировать конфликт, боевые действия вспыхнули с новой силой в мае 2000 года. В результате военных действий погибло около 20 000 эритрейцев.
В сентябре 2001 года в Эритрее были закрыты все местные частные печатные издания, а в 2004 — выслан последний иностранный журналист. В 2012 году Эритрея заняла одно из последних мест в ежегодном рейтинге свободы прессы из 179 стран.
23 декабря 2009 года Совет безопасности ООН запретил поставки оружия и военного снаряжения в Эритрею. Кроме того, эритрейским лидерам запретили въезд в государства — члены ООН, а их счета в иностранных банках были заморожены.
В середине 2012 года Всемирный банк отнёс Эритрею к странам с экономикой «низкого дохода» и обозначил её статус как «бедная страна с тяжёлым долговым бременем».

## Мятеж
21 января 2013 года 200 военнослужащих эритрейской армии захватили министерство информации в Асмэре, где находилась штаб-квартира государственного теле- и радиовещания. Мятежники приказали директору телеканала зачитать в прямом эфире своё требование о восстановлении конституции и освобождении политических заключенных.
Захваченное мятежниками здание было окружено поддерживающими правительство войсками, однако сведений о боевых столкновениях на месте противостояния не поступало. Мятежные военные сдались войскам и покинули здание, а министерство информации возобновило работу.
По неподтвержденным данным, мятеж возглавлял Салех Осман — один из командиров эритрейской армии, герой войны за независимость от Эфиопии.

## Реакция
22 января глава администрации президента Емане Гебремескель в разговоре с Agence France-Presse подчеркнул, что в Асмэре никаких мятежей и мятежников нет, а ситуация абсолютно спокойная.
Посол Эритреи в Африканском Союзе Гирма Асмэром опроверг сообщения о произошедшей в стране попытке государственного переворота, заявив, что произошедшие события были ни чем иным, как терактом.